# Jörg Steiner

Autogramm

Jörg Steiner (* 26. Oktober 1930 in Biel/Bienne; † 20. Januar 2013 ebenda) war ein Schweizer Schriftsteller.

## Leben
Jörg Steiner – Sohn eines Tiefbautechnikers – besuchte nach einer abgebrochenen Drogistenlehre das Oberseminar in Bern. Nach dem Lehrabschluss war er zuerst als Lehrer in einem Heim für Schwererziehbare in Aarwangen und anschliessend bis 1971 als Volksschullehrer in Biel/Bienne und Nidau tätig. 
Seine Arbeit unterbrach Steiner mehrmals für längere Reisen und Aufenthalte im Ausland, u. a. in Frankreich, Spanien, USA und Ostafrika. 1971/1972 war er Stipendiat am Basler Theater. Von 1972 bis 1978 war Steiner Stadtrat in Biel, wo er auch lebte. Er beschreibt in seinen Werken – ausgehend von persönlichen Erfahrungen während seiner Jugend und seiner Zeit als Lehrer – häufig die Problematik gesellschaftlicher Aussenseiter. Einem breiten Publikum ist er bekannt geworden durch die Zusammenarbeit mit dem Illustrator Jörg Müller bei einer Reihe von Bilderbüchern. Steiner war seit 1960 Mitglied des Berner Schriftstellervereins und der Gruppe Olten; seit 1970 gehörte er dem Verband Deutscher Schriftsteller an.
Er war mit der Galeristin Silvia Steiner verheiratet, die neun Monate vor ihm verstarb. Jörg Steiner starb an einem Krebsleiden. Sein Archiv befindet sich im Schweizerischen Literaturarchiv in Bern.

## Auszeichnungen
- 1967: Charles-Veillon-Preis
- 1969: Literaturpreis der Stadt Bern
- 1976: Grosser Literaturpreis des Kantons Bern
- 1982: Gustav-Heinemann-Friedenspreis
- 1990: Deutscher Jugendliteraturpreis
- 1994: Erich-Fried-Preis
- 1995: Literaturpreis der Schweizerischen Schillerstiftung
- 1997/1998: Stadtschreiberamt in Bergen-Enkheim
- 1998: Berliner Literaturpreis
- 2001: Hans-Erich-Nossack-Preis
- 2002: Max Frisch-Preis der Stadt Zürich

## Werke
- Feiere einen schönen Tag. Biel 1955. (zusammen mit Edwin Keller)
- Episoden aus Rabenland. Küsnacht 1956.
- Eine Stunde vor Schlaf. St. Gallen 1958.
- Abendanzug zu verkaufen. Bern 1961.
- Strafarbeit. Olten u. a. 1962.
- Polnische Kastanien. Grenchen 1963.
- Der schwarze Kasten. Olten u. a. 1965.
- Ein Messer für den ehrlichen Finder. Olten u. a. 1966.
- Auf dem Berge Sinai sitzt der Schneider Kikrikri. Neuwied u. a. 1969.
- Rabio. Zürich 1969.
- Pele sein Bruder. Köln 1972. (zusammen mit Werner Maurer)
- Schnee bis in die Niederungen. Darmstadt u. a. 1973.
- Als es noch Grenzen gab. Frankfurt am Main 1976.
- Der Bär, der ein Bär bleiben wollte. Aarau 1976. (zusammen mit Jörg Müller)
- Die Kanincheninsel. Aarau u. a. 1977. (zusammen mit Jörg Müller)
- Eine Giraffe könnte es gewesen sein. Stuttgart 1979.
- Die Menschen im Meer. Aarau u. a. 1981. (zusammen mit Jörg Müller)
- Das Netz zerreißen. Frankfurt am Main 1982.
- Der Eisblumenwald. Aarau u. a. 1983. (zusammen mit Jörg Müller)
- Antons Geheimnis. Frankfurt am Main 1985. (zusammen mit Anton Pieck)
- Olduvai. Frankfurt am Main 1985.
- Der Mann vom Bärengraben. Aarau u. a. 1987. (zusammen mit Jörg Müller)
- Fremdes Land. Frankfurt am Main 1989.
- Die neuen Stadtmusikanten. In: Aufstand der Tiere. Aarau u. a. 1989. (zusammen mit Jörg Müller)
- Weißenbach und die anderen. Frankfurt am Main 1994.
- Der Kollege. Frankfurt am Main 1996.
- Was wollt ihr machen, wenn der schwarze Mann kommt? Aarau u. a. 1998.
- Wer tanzt schon zu Musik von Schostakowitsch. Frankfurt am Main 2000.
- Mit deiner Stimme überlebe ich. Geschichten. Frankfurt am Main 2005.
- Ein Kirschbaum am Pazifischen Ozean. Frankfurt am Main 2008.
- Im Sessel von Robert Walser: Kartenpost. Herausgegeben von Hanne Kulessa. Limmat, Zürich 2015, ISBN 978-3-85791-762-2.